# Estação Luiza Távora
A Estação Luiza Távora será uma das futuras estações do Metrô de Fortaleza, localizada na Avenida Santos Dumont entre as ruas Barão de Aracati e Carlos Vasconcelos, no bairro Aldeota, em Fortaleza, capital do Estado do Ceará, na Região Nordeste do Brasil.
Quando concluída, integrará a Linha Leste, atualmente em construção, e será administrada pela Companhia Cearense de Transportes Metropolitanos (Metrofor).

## Histórico
No ano de  2018, foi definido um novo projeto para a Linha Leste, com o objetivo de tornar a construção financeiramente viável. Pelo novo projeto, a Linha Leste seria dividida em dois trechos: o primeiro correspondendo entre as estações Tirol-Moura Brasil e Papicu, e o segundo entre as estações Papicu e Edson Queiroz. No novo escopo, que priorizava a construção do primeiro trecho, as estações Catedral, Luiza Távora e Leonardo Mota foram removidas. As três estações aguardariam uma licitação futura para serem reincorporadas ao projeto.
Em setembro de 2024, o titular da Secretaria da Infraestrutura do Ceará (Seinfra), Winston Leitão, informou que o primeiro trecho voltaria a contar com as três estações anteriormente retiradas. A decisão se baseou em critérios técnicos, uma vez que entre uma estação para outra se tem uma grande densidade populacional, além de outras questões técnicas relacionadas a construção, nas quais se constatou que haveria a necessidade de diminuir a distância entre as estações do primeiro trecho.
A inclusão foi possível após a liberação de R$ 2,1 bilhões, advindos dos recursos do Novo PAC, dos quais R$ 1,1 bilhões virão via Banco Nacional de Desenvolvimento Econômico e Social (BNDES) e R$ 1 bilhão pelo Orçamento Geral da União (OGU).

## Característica
A Estação Luiza Távora será inserida no eixo da Avenida Santos Dumont, entre as ruas ruas Barão de Aracati e Carlos Vasconcelos, ao lado da Praça Luiza Távora, importante espaço de lazer da região. A praça abriga, entre outros equipamentos, o Central de Artesanato do Ceará (CeArt), um mercado público que comercializa o artesanato produzido no Ceará.
Concebida como uma estação subterrânea, o projeto original da Estação Luiza Távora prevê a construção de uma estrutura com plataformas sobrepostas, estrutura em concreto aparente e portas de embarque nas plataformas.